# Ed Murphy
Edward John Murphy (Inchinnan; 6 de noviembre de 1930-Pompano Beach; 5 de diciembre de 2005), más conocido como Ed Murphy, fue un delantero de fútbol estadounidense nacido en Escocia.

## Trayectoria
Pasó toda su carrera en equipos en el área de Chicago, jugando para el Chicago Slovak, Chicago Maroons  y Norwegian-Americans. Fue fichado por los Chicago Mustangs al final de la temporada de 1967 para jugar algunos partidos amistosos y también fue confirmado para el siguiente campeonato, alcanzando el segundo lugar en la División de Lagos.

## Selección nacional
Jugó para la selección nacional de los Estados Unidos, jugando para The Stars & Stripes en 16 ocasiones entre 1955 y 1969.
Con la selección olímpica participó en los XVI Juegos Olímpicos de Melbourne, siendo eliminado en cuartos de final por Yugoslavia, mientras que en 1959 obtuvo el tercer puesto en los III Juegos Panamericanos.

### Participaciones en Juegos Olímpicos
| Torneo                   | Sede      | Resultado        |
| ------------------------ | --------- | ---------------- |
| Juegos Olímpicos de 1956 | Melbourne | Cuartos de final |

## Clubes
| Club                | País           | Año       |
| ------------------- | -------------- | --------- |
| Chicago Slovak      | Estados Unidos | 1952-1959 |
| Chicago Maroons     | Estados Unidos | 1962-1965 |
| Norwegian-Americans | Estados Unidos | 1965-1967 |
| Chicago Mustangs    | Estados Unidos | 1967-1969 |